# Caruso, la légende d'une voix
Pour plus de détails, voir Fiche technique et Distribution.
Caruso, la légende d'une voix (Enrico Caruso, leggenda di una voce) est un film biographique musical italien réalisé par Giacomo Gentilomo et sorti en 1951.
Le film est adapté du roman Neapolitanische Legende de l'auteur allemand Frank Thiess paru en 1942, qui romance la vie du ténor italien Enrico Caruso (1873-1921).

## Synopsis
Le jeune Enrico Caruso a déjà un rêve qu'il ne perd jamais de vue : devenir un jour un chanteur célèbre. Il trouve du soutien auprès de sa mère, qui est gravement malade. La sœur de son médecin traitant est professeur de chant et la mère d'Enrico obtient qu'elle enseigne gratuitement à son fils. Mais à la grande déception de Caruso, l'enseignement, qui ne se limite pas au chant, ne correspond pas à ce qu'il avait imaginé.
Enrico Caruso, qui grandit dans un quartier pauvre de Naples, y rencontre le chanteur de rue Luigi Gregorio Proboscide, qu'il rejoint avec joie. Mais c'est sans compter sur son père, qui n'apprécie guère les chansons de son fils. Pour comble de malheur, la mère de Caruso, qui a toujours été à l'écoute et a cru en sa voix, est morte entre-temps. Caruso doit donc d'abord faire ses adieux à son rêve.
Huit années s'écoulent avant qu'il ne rencontre à nouveau Proboscide. Celui-ci est enthousiasmé par la voix du jeune homme et recommande Enrico Caruso au professeur de chant Vergine, qui partage l'avis de Proboscide. Chez Proboscide, Caruso rencontre sa nièce, la jeune Stella. Ils tombent amoureux l'un de l'autre. Proboscide est certes très favorable au choix de sa nièce, mais le père de Stella veut marier sa fille à un riche aristocrate sicilien. A la grande déception d'Enrico Caruso, Stella se plie à la volonté de son père.
Caruso se concentre désormais davantage sur sa carrière de chanteur et, lors d'une audition, il est même félicité par Ruggero Leoncavallo, dont il interprète l'air de l'opéra Pagliacci. Le jeune chanteur se joint à une compagnie itinérante où il est engagé comme deuxième ténor. Lorsque l'ensemble se produit à Trapani, où Stella réside désormais, Caruso veut absolument remplacer le premier ténor Giorgi, ce que le directeur Callaro refuse. Par dépit, Caruso refuse alors toute nouvelle participation et se réfugie dans un bar.
Mais lors de la première, le premier ténor Giorgi fait faux bond pour cause d'enrouement, si bien que l'on doit se rabattre sur Caruso. Mais entre-temps, celui-ci a bu tellement de vin qu'il n'est plus sobre. Sa prestation est une catastrophe. Le public se révolte, une pause est décidée. Après la pause, c'est un Enrico Caruso complètement transformé qui entre en scène et qui parvient à captiver le public. Un premier pas vers une grande carrière est franchi.
Mais il est trop tard pour qu'il s'associe à Stella, qui se trouve dans le public.

## Fiche technique
- Titre français : Caruso, la légende d'une voix ou Caruso[1]
- Titre original : Enrico Caruso, leggenda di una voce[2]
- Réalisateur : Giacomo Gentilomo
- Scénario : Giacomo Gentilomo, Maleno Malenotti (it), Fulvio Palmieri (it), Piero Pierotti, Giovanna Soria d'après le roman de Frank Thiess
- Photographie : Tino Santoni (it)
- Montage : Elsa Dubbini
- Musique : Carlo Franci (it)
- Décors : Alberto Boccianti (it), Umberto Bonetti
- Costumes : Maria De Matteis
- Maquillage : Piero Mecacci
- Production : Maleno Malenotti
- Sociétés de production : Asso Film, Londo Films, Tirenna Film Associata di Roma
- Pays de production :  Italie
- Langue originale : italien
- Format : Noir et blanc - 1,37:1 - Son mono - 35 mm
- Durée : 91 minutes
- Genre : Biographie musicale
- Dates de sortie :
  - Italie : 24 octobre 1951
  - France : 31 décembre 1952

## Distribution
- Ermanno Randi : Enrico Caruso
- Gina Lollobrigida : Stella
- Carletto Sposito : Giovanni Palma
- Gino Saltamerenda : Callaro
- Maurizio Di Nardo : Enrico Caruso enfant
- Ciro Scafa : Luigi Gregorio Proboscide
- Lamberto Picasso : Maître vierge
- Nerio Bernardi : Francesco Zucchi
- Franca Tamantini : la soprano Carragi
- Gaetano Verna : le père de Caruso
- Maria von Tasnady : la mère de Caruso
- Gian Paolo Rosmino : Goffredo
- Elena Sangro : Mme Tivaldi

## Production
Dans ce film, Gina Lollobrigida est doublée dans la version italienne originale par Dhia Cristiani, mais c'est elle-même qui donne la voix au petit Maurizio Di Nardo, qui incarne Enrico Caruso enfant, lorsqu'il chante.
Le ténor Mario Del Monaco est la voix de Caruso dans le film, par ailleurs interprété par Ermanno Randi.

## Accueil
Bien qu'il ait connu un succès commercial initial avec 4,8 millions d'entrées, plaçant le film 6e au box-office Italie 1951, les producteurs du film savaient que le film était une fiction presque totale ; en effet, un titre d'introduction décrit l'intrigue comme « une interprétation poétique de la jeunesse [de Caruso] ». Le film a donc été qualifié de « parodie » en raison de ses nombreuses inexactitudes biographiques. Le film a fortement contrarié la famille Caruso qui a fini par poursuivre les producteurs du film pour cinq millions de lires. La famille a également poursuivi avec succès la Metro-Goldwyn-Mayer qui a été contrainte de retirer le film américain Le Grand Caruso de la distribution en Italie en raison des nombreuses inexactitudes de ce film.
Peu après la sortie du film, Ermanno Randi a été assassiné par son amant Giuseppe Maggiore dans une crise de jalousie.